# 3. tujski pehotni polk
3. tujski pehotni polk (izvirno francosko 3e Régiment étranger d'infanterie; kratica: 3e REI) je pehotni polk Francoske tujske legije.

## Zgodovina
Med prvo svetovno vojno se je polk odlikoval na zahodni fronti; ob koncu vojne je bil najbolj odlikovani polk Francoske tujske legije in drugi najbolj odlikovani polk v vsej Francoski kopenski vojski.